# Đổng Trà Na
Đổng Đồ Na (chữ Hán: 董荼那, bính âm: Dongtuna) là một nhân vật hư cấu trong tiểu thuyết lịch sử Tam Quốc diễn nghĩa của nhà văn La Quán Trung. Trong tiểu thuyết này, Đổng Trà Na xuất hiện tại Hồi thứ 87 và là một trong ba nguyên soái của các động ở Nam Man, dưới quyền của Mạnh Hoạch, Đổng Trà Na tham gia vào chiến dịch của người Nam Man chống lại sự tấn công của quân Thục Hán vào vùng Nam Trung. Tuy nhiên trong một trận đánh, Đổng Trà Na cùng An Hội Nam bị quân Thục bắt. Sau khi được Gia Cát Lượng tha cho, Đổng Trà Na rất cảm kích quân Thục, đồng thời bất mãn với thủ lĩnh Mạnh Hoạch nên đã cùng An Hội Nam và các tù trưởng bắt Mạnh Hoạch giao cho quân Thục. Gia Cát Lượng tha cho Mạnh Hoạch trở về, Mạnh Hoạch đã trả thù bằng cách lừa Đổng Trà Na và An Hội Nam đến động sau đó bắt sống và hành quyết hai người rồi đem xác vứt xuống sông.
Bản dịch của Phan Kế Bính phiên nhầm chữ Đồ (荼) là Trà (茶), là một trường hợp nhầm lần phổ biến trong dịch thuật chữ Hán tại Việt Nam (tương tự hoa Đồ mi/Trà mi), bởi 2 chữ chỉ khác nhau một nét nhỏ.

## Câu chuyện
Khi quân Thục đấn Nam Trung và tiến vào địa giới thuộc quyền của Mạnh Hoạch, Đổng Trà Na được lệnh dẫn năm vạn quân Man đi mé tả và ai đánh thắng thì được làm chúa cả động này. Ngụy Diên đi lẻn con đường mé đông, đến trại Đổng Trà Na. Khi kéo gần đến nơi, thì trời đã tang tảng sáng. Nguỵ Diên đến trại rợ, Đổng Trà Na nghe sau trại có tiếng quân mã ồn ào, liền kéo quân ra cự địch, thì mé trước lại có tiếng reo. Quân Man rối loạn, nguyên nhân là quân của Vương Bình vừa đến. Hai mặt dồn đánh ập vào, quân Man thua to. Đổng Trà Na cướp đường chạy thoát, Nguỵ Diên đuổi theo không kịp, và theo con đường tắt khe núi mà chạy nhưng Trương Ngực, Trương Dực phục quân chờ sẵn và bắt được.
Khổng Minh sai điệu Đổng Trà Na, A Hội Nam đến dưới trướng, cởi trói, cho cơm ăn, rượu uống, rồi tha về động và dặn rằng từ rày không được giúp kẻ phản ác nữa. Hai người rỏ nước mắt khóc, trở ra, theo đường nhỏ về trại. Sau đó Mạnh Hoạch cho mời Đổng Trà Na, A Hội Nam đến trong động cả. Hai người sợ hãi nhưng cũng phải dẫn quân tới. Đổng Trà Na xin đi đánh quân Thục tiếp, Mạnh Hoạch cho dẫn ba nghìn quân đi. Hoạch lại sợ có người sang cửa bến sông Lưu Thủy lần nữa, mới sai A Hội Nam dẫn ba nghìn quân ra giữ chỗ này.
Đổng Trà Na dẫn ba nghìn quân đến cửa núi, Mã Đại đem quân ra địch. Quân sĩ có người biết là Đổng Trà Na liền nói với Mã Đại. Mã Đại tế ngựa ra trước cửa trận, quát mắng rằng: "Quân vô ơn bội nghĩa kia! Thừa tướng ta tha tính mạng cho mày, nay mày lại dám làm phản, không biết xấu hổ à?"
Đổng Trà Na thẹn đỏ mặt, không nói được câu gì, chưa đánh đã quay về. Mã Đại đánh ập lại một trận, rồi đâu về đấy. Đổng Trà Na về ra mắt Mạnh Hoạch, nói dối rằng Mã Đại anh hùng, không sao địch nổi. Mạnh Hoạch không tin và nổi giận, nói: "Ta đã biết mày, vốn hàm ơn Gia Cát Lượng, cho nên không đánh mà trở về. Chính mày đã bán rẻ trận này cho Gia Cát Lượng đấy!"
Lập tức sai lôi ra chém. Các tù trưởng xúm vào kêu van. Hoạch mới tha, nhưng bắt đánh một trăm trượng, đuổi về bản trại. Khi đó các Tù tưởng khác cùng được tha về cùng đợt với Đổng Trà Na đến gặp và hẹn cùng làm phản. Đổng Trà Na tay cầm đại đao, dẫn hơn trăm người, vào thẳng đại trại. Bấy giờ, Mạnh Hoạch đang say rượu ngủ, mọi người ùa vào trướng, bắt Mạnh Hoạch trói nghiến lại, điệu ra bờ sông, chở thuyền qua bờ bắc, cho người vào báo với Khổng Minh. Sau khi Khổng Minh tha cho một lần, Mạnh Hoạch về đến trại, trước hết phục quân đao phủ ở dưới trướng, sai người tâm phúc đến trại Đổng Trà Na, A Hội Nam nói dối rằng Khổng Minh sai sứ đến, lừa cho hai người lại, rồi đem giết đi, quẳng thây xuống suối.